# 简城街道
简城街道，原为简城镇，是中国四川省简阳市下辖的一个街道，为简阳市市委、市政府所在地。位于简阳市中部，绛溪河汇入沱江处，东滨沱江，横跨绛溪南北两岸，面积68平方公里。自建制以来，历代州、郡、县治均设于此，是简阳市的政治、经济、交通、文化中心，西北距省会成都市56公里。

## 行政区划
简城街道下辖以下地区：
安象街社区、白塔社区、川拖社区、川空社区、建设路社区、政府街社区、南街社区、新民街社区、花园街社区、顺城街社区、建设中路社区、滨江路社区、金水街社区、川工社区、华西社区、大葫村、大井村、大石村、飞马村、高屋村、红塔村、济安村、节约村、金光村、康河村、龙桥村、龙山村、龙垭村、棉丰村、民旺村、三葫村、升阳村、顺河村、西峰村、张家村和中心村。

## 交通
成渝高速公路、318国道、319国道、321国道和成渝铁路穿镇而过。市内有1个客运车站（简阳市汽车客运中心又名简阳市西门车站），火车客运站和货运站各一个，是川中、川南重要的中转中心。